# Historia del Fútbol Club Barcelona (1990-2000)

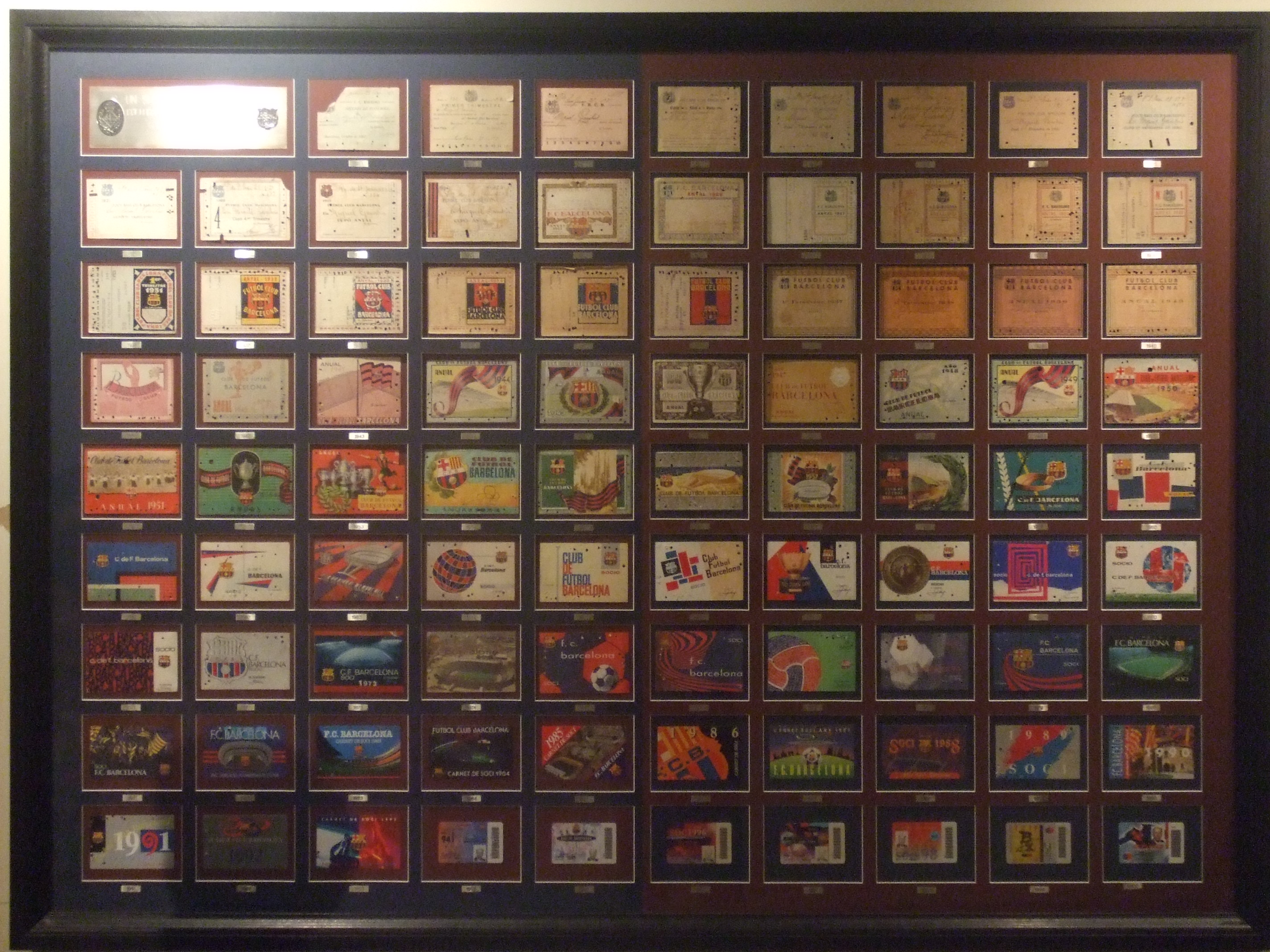
Carnés de socio del Barça desde sus inicios hasta el año 2000

La década de los años 90 es la mejor década de la historia del Fútbol Club Barcelona. Son diez años de éxitos para el club en todos los órdenes, tanto en el terreno futbolístico como en las secciones deportivas: baloncesto, balonmano y hockey patines. El equipo de fútbol, entrenado por el neerlandés Johan Cruyff, gana cuatro Ligas consecutivas entre 1991 y 1994, y el 20 de mayo de 1992 conquista el título más preciado del club: la Copa de Europa, en el mítico estadio de Wembley, ante el Sampdoria italiano. El equipo, con figuras como Ronald Koeman, Josep Guardiola, Hristo Stoichkov, Romário, Michael Laudrup, Andoni Zubizarreta o José Mari Bakero...despliega un fútbol bello, rápido, efectivo por lo que es denominado el "Dream Team" del fútbol. La traumática despedida de Johan Cruyff crea una gran crisis social en el club, que no desaparecerá pese a los títulos conseguidos por Bobby Robson y Louis van Gaal, y acabará desembocando en la dimisión de José Luis Núñez en el año 2000. 
Los años 90 son una gran década para las secciones deportivas. El equipo de baloncesto se consolida en la élite del baloncesto español y europeo, pese a que no consigue ganar la Copa de Europa, cuya final disputa en cuatro ocasiones en esta década. El equipo de balonmano se convierte en el mejor equipo de balonmano del mundo: gana todos los títulos, entre los que destacan seis Copas de Europa.

## Temporada 1990-1991

### El club
- Presidente: José Luis Núñez, decimotercera temporada.
- Número de socios a finales de 1990: 103.474.
- Presupuesto de la temporada: --- millones de pesetas.

### Fútbol
- Plantilla:

- Entrenador: Johan Cruyff, por tercera temporada consecutiva.
- Causan baja en la plantilla 10 jugadores: Aloisio, Geli, Lucendo, Milla, Onésimo, Roberto, Roura, Sergi, Unzué, y Valverde.
- Se invierten 265 millones de pesetas, íntegramente en el fichaje del búlgaro Stoichkov. También se incorporan a la plantilla Goikoetxea, fichado dos años antes por 150 millones de pesetas pero que había estado cedido a la Real Sociedad, y el sevillano Nando, que llega gratis ya que el club lo intercambia por el guardameta Unzué con el Sevilla FC. Se incorpora al primer equipo Ferrer, cedido al CD Tenerife la temporada anterior.
- Se incorporan al primer equipo, procedentes del Barcelona B: Herrera, Guardiola, Maqueda.

- Títulos: 1 (Liga).

- Competiciones nacionales:

- La Liga comienza con una victoria por 0-1 frente al Espanyol y empieza a notarse desde las primeras jornadas un claro dominio barcelonista. Pero el equipo sufre tres graves percances que ponen en peligro el título:

- Ronald Koeman se rompe el tendón de Aquiles en la novena jornada, y es baja durante tres meses.
- Hristo Stoichkov es sancionado con dos meses sin jugar por pisar al Árbitro Urizar Azpitarte en el partido ante el Real Madrid correspondiente a la final de la Supercopa de España.
- El 26 de febrero de 1991 Cruyff sufre una insuficiencia coronaria y tiene que ser intervenido quirúrgicamente. Lo sustituye su segundo, Carles Rexach.

- A pesar de los contratiempos los azulgranas se proclaman campeones con 10 puntos de ventaja sobre el segundo clasificado, el Atlético de Madrid. En el tramo final llegan victorias sonadas como un 0-6 ante el Athletic de Bilbao con cuatro goles de Stoichkov.
- En la Copa del Rey el Barcelona cae en semifinales por el Atlético de Madrid en el Calderón, en un partido en el que son expulsados Nando, Ferrer, Koeman y el propio Cruyff.

- Competiciones internacionales:

- En la Recopa el equipo llega a la final de Róterdam, pero las bajas de Zubizarreta, Stoichkov y Amor debilitan al equipo, que pierde por 2-1 contra el Manchester United, con dos goles del exbarcelonista Mark Hughes.

### Secciones
- El equipo de baloncesto gana la Copa del Rey y, por tercera vez, queda subcampeón de la Copa de Europa, al perder la final en París ante el Pop 84 Split del genial Toni Kukoč por 70-65.
- El equipo de balonmano entrenado por Valero Rivera gana la primera Copa de Europa de Balonmano del club. Además, también gana la Liga ASOBAL y la Supercopa de España de Balonmano.

## Temporada 1991-1992

### El club
- Presidente: José Luis Núñez, decimocuarta temporada.
- Número de socios a finales de 1991: 100.197.
- Presupuesto de la temporada: --- millones de pesetas.

### Fútbol
- Plantilla:

- Entrenador: Johan Cruyff, por cuarta temporada consecutiva.
- Causan baja en la plantilla siete jugadores: Pinilla, Herrera, Julio Alberto, López Rekarte, Soler, Maqueda y Urbano.
- Se invierten 700 millones de pesetas en el fichaje de cuatro nuevos jugadores: Richard Witschge (450 millones), Nadal (200), Cristóbal (50) y Juan Carlos (0, llegó libre).
- Se incorpora al primer equipo, procedente del Barcelona B, Josep Guardiola, que será la revelación de la temporada.

- Títulos: 3 (Copa de Europa, Liga y Supercopa de España).

- Competiciones nacionales:

- El Barcelona empieza mal la Liga y en las cinco primeras jornadas tan sólo puede sumar 4 puntos, quedando a 6 del Real Madrid, que había ganado los cinco primeros partidos. Pero el equipo va alcanzando poco a poco al Real Madrid, y en la última jornada aprovecha la sorprendente derrota de los blancos en Tenerife por 3-2 para llevarse el título de Liga.
- El Barcelona gana la Supercopa de España al derrotar al Atlético de Madrid a doble partido (0-1 y 1-1).
- En la Copa del Rey el equipo cae en octavos de final , eliminado por el Valencia en los penales.

- Competiciones internacionales:

- La Copa de Europa es el gran objetivo y se van superando eliminatorias (con gol "in extremis" de Bakero en Kaiserslautern). El 20 de mayo de 1992 el Barcelona disputa la final en el estadio inglés de Wembley y se impone a la Sampdoria italiana por 1-0 en la prórroga, con un gol histórico de Ronald Koeman en lanzamiento de falta. (Ver detalles de la competición).

### Secciones
- El equipo de baloncesto no gana ningún título y el entrenador Bozidar Maljkovic abandona el equipo a final de temporada por discrepancias con el director técnico de la sección, Aíto García Reneses, que volverá a ocupar el banquillo.
- El equipo de balonmano gana la Liga ASOBAL y la Supercopa de España de Balonmano.

## Temporada 1992-1993

### El club
- Presidente: José Luis Núñez, decimoquinta temporada.
- Número de socios a finales de 1992: 98.677.
- Presupuesto de la temporada: --- millones de pesetas.
- Sin oposición alguna, el 7 de enero de 1993 es reelegido presidente José Luis Núñez, el cual dispone de 18.522 avalistas.
- El 21 de diciembre de 1992 el club recibe la Cruz de San Jorge, distinción otorgada por la Generalidad de Cataluña en reconocimiento a la labor desarrollada por el club en pro de la proyección de Cataluña.

### Fútbol
- Plantilla:

- Entrenador: Johan Cruyff, por quinta temporada consecutiva.
- Causan baja en la plantilla:Nando Cristóbal y Serna.
- Se invierten 310 millones de pesetas en el fichaje de tres jugadores: Pablo Alfaro (175), Vucevic (70) y Ekelund (65). Regresa al equipo Miquel Soler, cedido la temporada anterior.
- Se incorpora al primer equipo, procedente del Barcelona B: Lluís Carreras y Oscar.

- Títulos: 3 (Supercopa de Europa, Liga y Supercopa de España).
- Competiciones nacionales:

- El Barcelona vuelve a ganar la Liga en un mano a mano con el Real Madrid y el Deportivo de la Coruña. La derrota de nuevo en Tenerife por 2-0 del equipo madridista en la última jornada resultó decisiva.
- En la Copa del Rey, el equipo es eliminado por el Real Madrid en semifinales.
- El Barcelona gana también la Supercopa de España al derrotar al Atlético de Madrid.

- Competiciones internacionales:

- Por primera vez gana la Supercopa de Europa frente al Werder Bremen alemán por 1-1 y 2-1.
- En la Copa de Europa el equipo no puede superar al CSKA de Moscú en octavos de final.
- En la Copa Intercontinental, disputada en Tokio, pierde ante el Sao Paulo por 2 a 1, con goles de Rai para el Sao Paulo y de Stoichkov para el Barcelona.

### Secciones
- El equipo de baloncesto, de nuevo con Aíto García Reneses como entrenador, no gana ningún título.
- El equipo de balonmano gana Copa del Rey.

## Temporada 1993-1994

### El club
- Presidente: José Luis Núñez, decimosexta temporada.
- Número de socios a finales de 1993: 98.899.
- Presupuesto de la temporada: 5000 millones de pesetas.

### Fútbol
- Plantilla:

- Entrenador: Johan Cruyff, por sexta temporada consecutiva.
- Causan baja en la plantilla 7 jugadores: José Ramón Alexanko (retirado), Lluís Carreras (cedido), Miquel Soler, Maqueda, Pablo Alfaro, Goran Vucevic, y Richard Witschge.
- Se invierten 550 millones de pesetas en el fichaje de tres jugadores: el brasileño Romário (450 millones), Iván, y Quique Estebaranz (llega con la carta de libertad).
- Se incorpora al primer equipo, procedente del Barcelona B, Sergi Barjuán.

- Títulos: 1 (Liga).

- Competiciones nacionales:

- A pesar de los muchos altibajos, el equipo acaba proclamándose campeón de Liga, por cuarta temporada consecutiva, y pese a empatar a puntos con el Deportivo de la Coruña. En el último minuto de la última jornada los gallegos pierden el título cuando Djukic falla un lanzamiento de penal que detiene el valencianista González. Romário es el máximo goleador de la Liga con 30 goles y colabora de manera brillante en la clara victoria por 5-0 sobre el Real Madrid en el Camp Nou, el 8 de enero de 1994.
- En la Copa del Rey el Betis, equipo de Segunda División, elimina sorprendentemente al Barcelona en cuartos de final.

- Competiciones internacionales:

- En la Liga de Campeones el equipo y la afición reciben un gran mazazo. El Barcelona llega a la final de manera brillante pero cae rotundamente por 4-0 ante el AC Milan en partido jugado en Atenas. (Ver detalles de la competición).

- Observaciones:

- El Barcelona es distinguido como tercer mejor equipo del mundo del año 1993, solo por detrás de Juventus FC y AC Milan, según la clasificación elaborada por la Federación Internacional de Historia y Estadística de Fútbol.

### Secciones
- El equipo de baloncesto gana la Copa del Rey y la Lliga Catalana de Bàsquet.
- El equipo de balonmano gana la cuarta Recopa de Europa de Balonmano del club. Además, también gana la Copa del Rey y la Supercopa de España de Balonmano.

## Temporada 1994-1995

### El club
- Presidente: José Luis Núñez, decimoséptima temporada.
- Número de socios a finales de 1994: 98.093.
- Presupuesto de la temporada: 7000 millones de pesetas.

### Fútbol
- Plantilla:

- Entrenador: Johan Cruyff, por séptima temporada consecutiva.
- Bajas: La derrota en Atenas trae consigo una profunda renovación de la plantilla. Cruyff prescinde de 8 jugadores: Zubizarreta, Laudrup, Goikoetxea, Salinas, Juan Carlos, Quique Estebaranz, Óscar (cedido al Albacete), y Ronnie Ekelund.
- Fichajes: Se invierten 865 millones en 9 jugadores: Hagi (400), Abelardo (275), José Mari (100), Geli (65), Escaich (25), Korneyev (libre), Sánchez Jara (libre), Lopetegi (libre) y Eskurza (libre).
- Se incorporan , procedentes del Barcelona B: Angoy, Arpón, Jordi Cruyff, Luís Cembranos, y Roger.

- Títulos: 1 (Supercopa de España).

- Competiciones nacionales:

- Liga: El Barcelona acaba cuarto a nueve puntos del Real Madrid, consiguiendo una plaza para la Copa de la UEFA en la última jornada.
- Supercopa de España: campeón, derrota al Real Zaragoza.
- Copa del Rey: cae eliminado en octavos de final por el Atlético de Madrid.

- Competiciones internacionales:

- Copa de Europa: el equipo es eliminado en cuartos de final ante el Paris Saint-Germain.

- Consideraciones:

- Parte de la afición y los medios de comunicación critican a Johan Cruyff por prescindir de importantes jugadores que dieron cuatro años de éxitos al club, e incorporar a jugadores de menor nivel. También le acusan de subir al primer equipo a su hijo Jordi Cruyff y a su yerno Jesús Mariano Angoy, pensando más en los intereses personales que en los del equipo, hecho totalmente falso porque Jordi Cruyff fue de hecho la revelación de la pretemporada del 94 de la cual fue máximo goleador y durante el año fue de los pocos con buen rendimiento acabando la temporada incluso con mejor promedio goleador que Romario (vigente fifa world player) y Stoichkov (vigente balón de oro) por minutos jugados, que se dice pronto. Las críticas a Angoy tampoco tienen fundamento porque el titular indiscutible aquellos dos años fue Busquets que no tenía parentesco con Cruyff (que le ganó la titularidad a Lopetegui que vino gratis) y en cambio Angoy en esos 2 años sólo jugó 6 partidos de titular, sin marcar diferencias pero tampoco sin desentonar por cierto.
- Romário, que durante el verano se proclamó campeón del mundial de EE. UU. con Brasil, se presenta con 23 días de retraso y el club lo sanciona. Pero en la primera jornada de Liga, ante las bajas de Hagi y Stoichkov, Cruyff se ve obligado a hacerle jugar.
- Romário vuelve de las vacaciones de Navidad con la determinación de marcharse al Flamengo y acaba consiguiéndolo, pero antes participa en la derrota liguera ante el Real Madrid por 5-0 en el Bernabéu, el 7 de enero de 1995.
- El "Dream Team" continua descomponiéndose. Stoichkov consigue el Balón de Oro pero tiene un grave enfrentamiento con toda la plantilla por unas declaraciones explosivas del Búlgaro en su país criticando a media plantilla, pese a esto la prensa pro-Nuñista se encargó de culpar a Cruyff de todo y de apartarlo del equipo por motivos personales. Al final de la temporada ficharía por el AC Parma italiano. Ronald Koeman hace público su deseo de volver a Países Bajos y Begiristain y Eusebio también anuncian su despedida.

### Secciones
- El equipo de baloncesto vuelve a ganar la Liga ACB, cinco años después.
- El equipo de balonmano gana la quinta Recopa de Europa de Balonmano del club. Además, también gana la Copa ASOBAL.

## Temporada 1995-1996

### El club
- Presidente: José Luis Núñez, decimoctava temporada.
- Número de socios a finales de 1995: 100.786.
- Presupuesto de la temporada: 8000 millones de pesetas.

### Fútbol
- Plantilla:

- Entrenador: Johan Cruyff, por octava temporada consecutiva.
- El club invierte 2100 millones de pesetas para incorporar un nuevo bloque de extranjeros con Meho Kodro (700 millones), Popescu (550), Figo (350) y Prosinečki (libre). También se incorpora Ángel Cuéllar (500 millones), procedente del Real Betis. Se reincorporan los cedidos Óscar y Lluís Carreras.
- Causan baja en la plantilla 10 jugadores: Hristo Stoichkov, Txiki Begiristain, Eusebio Sacristán, Arpón, Xavier Escaich, Xabier Eskurza, José Mari, Korneyev, Luís Cembranos, Sánchez Jara.
- Se incorporan al primer equipo, procedentes del Barcelona B, hasta diez jugadores, que son conocidos como "La quinta del mini": Celades, Roger, De la Peña, Javi García, Juan Carlos Moreno, Juanjo, Rufete, Setvalls, Toni Velamazán y Xavi Roca. Esa temporada llegan a jugar en el primer equipo hasta 20 jugadores formados en la cantera del FC Barcelona, la cifra más alta en la historia del club.

- Títulos: por primera vez desde 1988, el equipo no gana ningún título oficial.

- Competiciones nacionales:

- Liga: El Barcelona acaba tercero en la Liga. Se proclama campeón el Atlético de Madrid.
- Copa del Rey: Pierde la final la ante el Atlético de Madrid por 1-0, gol de Pantic.

- Competiciones internacionales:

- Se queda a un paso de la final de la Copa de la UEFA al caer ante el Bayern de Múnich en semifinales.
- Los diversos enfrentamientos entre Cruyff y la directiva estallan el 18 de mayo de 1996. El presidente José Luis Núñez anuncia la fulminante destitución del técnico a falta de dos jornadas para el final de la Liga. Las protestas a favor del neerlandés y en contra de la directiva son evidentes en el último partido de Liga en el Camp Nou. Su lugar lo ocupa Carles Rexach, ayudante de Cruyff durante ocho temporadas, que en vez de irse con el neerlandés acepta el cargo de entrenador hasta final de temporada.

### Secciones
- El equipo de baloncesto gana la Liga ACB y la Lliga Catalana de Bàsquet pero, por cuarta vez, pierde la final de la Euroliga en París ante el Panathinaikos, por 67-66, si bien los árbitros dan por válido un tapón ilegal de Vrankovic a José Montero que hubiera dado el título al conjunto azulgrana. El FC Barcelona presenta un recurso a la FIBA que, meses después, le da la razón, pero no obliga a repetir la final ni despoja del título al conjunto griego. Esa temporada también pierde la final de la Copa del Rey de Baloncesto, disputada en Murcia, ante el TDK Manresa, por 94-92.
- El equipo de balonmano gana la segunda Copa de Europa de Balonmano del club. Además, también gana la Liga ASOBAL y la Copa ASOBAL.

## Temporada 1996-1997

### El club
- Presidente: José Luis Núñez, decimonovena temporada.
- Número de socios a finales de 1996: 104.442.
- Presupuesto de la temporada: 9.930 millones de pesetas.

### Fútbol
- Plantilla:

- Entrenador: el inglés Bobby Robson es fichado como nuevo técnico del equipo. Junto a su ayudante, el portugués José Mourinho, emprende una profunda renovación de la plantilla.
- Causan baja en la plantilla 15 jugadores: Gheorghe Hagi, Meho Kodro, Robert Prosinečki, Quique Álvarez, Lluís Carreras, Julen Lopetegi, Angoy, Javi García, Juan Carlos Moreno, Jordi Cruyff, Juanjo, Rufete, Setvalls, Toni Velamazán, Xavi Roca.
- Con la apertura del mercado europeo provocada por el Caso Bosman el club invierte 5.800 millones de pesetas en el fichaje de seis nuevos jugadores: Ronaldo (2500 millones), Giovanni (1.000), Vítor Baía (1.000), Emmanuel Amunike (450), Hristo Stoichkov (450) y Fernando Couto (400). También se incorporan al equipo tres jugadores que habían sido apalabrados por Johan Cruyff la temporada anterior, y que no tienen coste al llegar con la carta de libertad: Blanc, Pizzi, y Luis Enrique, este procedente del Real Madrid.
- Se incorporan al primer equipo, procedentes del Barcelona B: Arnau,

- El brasileño Ronaldo pronto hace buenos los 2500 millones de ptas que la directiva pagó al PSV Eindhoven por su fichaje. El jugador se convierte en el máximo goleador de la Liga con 34 goles y es determinante en la victoria de los tres títulos conseguidos.
- Bakero deja el club en noviembre y se despide en un emotivo partido de Liga ante el Real Valladolid (6-1), en el cual consigue marcar un gol. Más tarde, ficharía por el Veracruz mexicano.

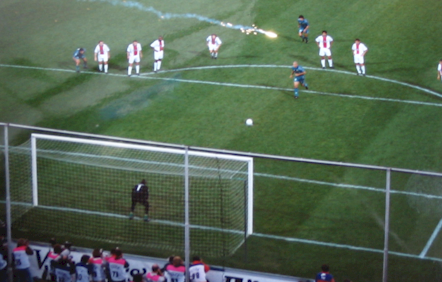
Ronaldo anotó de penal el gol que dio la Recopa de Europa por 1-0 frente al Paris Saint-Germain,.

- Títulos: 3: Recopa, Copa del Rey y Supercopa de España.

- Competiciones nacionales:

- El Barcelona acaba segundo en la Liga, a dos puntos del Real Madrid que es el vencedor con 92 puntos.
- El equipo obtiene la Supercopa de España en doble partido ante el Atlético de Madrid.
- El 28 de junio se disputa la final de la Copa del Rey en el Bernabéu, en la cual el Barcelona obtiene su 23ª copa al derrotar en la prórroga al Betis por 3-2 tras un emocionante partido. De esa Copa del Rey se recuerda también la espectacular remontada contra el Atlético de Madrid en la Copa. El Barcelona logra superar un 0-3 en contra de la primera parte, con una gran segunda parte que culmina con el 5-4 definitivo.

- Competiciones internacionales:

- El equipo gana la Recopa ante el Paris Saint-Germain, en la final de Róterdam disputada el 14 de mayo de 1997 (1-0).

### Secciones
- El equipo de baloncesto gana la Liga ACB pero vuelve a perder, por quinta ocasión, la final de la Euroliga, esta vez ante el Olympiakos griego, por 73-58 en Roma.
- El equipo de balonmano entrenado por Valero Rivera gana la tercera Copa de Europa de Balonmano, segunda consecutiva. También gana la Liga ASOBAL, la Copa del Rey de Balonmano, la Liga de los Pirineos y la Supercopa de España de Balonmano.

## Temporada 1997-1998

### El club
- Presidente: José Luis Núñez, vigésima temporada.
- Número de socios a finales de 1997: 103.038.
- Presupuesto de la temporada: 12.500 millones de pesetas.
- El 27 de julio de 1997 José Luis Núñez es reelegido por quinta vez como presidente del club con 24.025 votos (el 76,31 %), por los 5.209 (el 16,54 %) de su rival, Angel Fernández.

### Fútbol
- Plantilla:

- Se confía en el neerlandés Louis van Gaal como nuevo entrenador del equipo.
- Ronaldo es la baja más destacada de la temporada. Después de muchas negociaciones no se llega a un acuerdo por la mejora de su contrato y el brasileño emigra al Inter de Milán por 4.000 millones de ptas.
- El club invierte 9.940 millones de pesetas en el fichaje de 8 nuevos jugadores: Sonny Anderson (3.000), Christophe Dugarry (800), Michael Reiziger (800), Winston Bogarde (740), Ruud Hesp (300) y Dragan Ćirić (300). Tras la victoria con mal juego del equipo en la eliminatoria previa a la Liga de Campeones ante el Skonto de Riga Letón (3-2), el FC Barcelona ficha al deportivista Rivaldo, pagando su cláusula de rescisión de 4.000 millones de pesetas.

- Títulos: 3 (Liga, Copa del Rey, Supercopa de Europa).

- Competiciones nacionales:

- En la Liga, el equipo mantiene un codo a codo con el Madrid, pero tras el partido del Camp Nou (3-0) ante los blancos, el Barça deja casi sentenciado el Campeonato Liguero, y a falta de 4 jornadas ya es el vencedor del título. A pesar de remontadas inexplicables de sus rivales como las del Salamanca (4-3), Real Sociedad (2-2) o Valencia (3-4), el 18 de abril se proclama matemáticamente Campeón de Liga al vencer al Real Zaragoza por 1-0 en el Camp Nou.
- El Barcelona gana también la Copa del Rey al vencer al Real Mallorca en la tanda de penales, obteniendo así el doblete (Liga y Copa), cosa que no ocurría desde la temporada 1958-59. El partido acaba con empate a uno.
- En la Supercopa, pese a que el equipo vence por 2-1 en el partido de ida al Real Madrid, el conjunto blanco se impone en la vuelta por 4-1.

- Competiciones internacionales:

- En la Champions, aunque se logra la clasificación para la liguilla de dieciseisavos, el equipo no logra meterse en cuartos. Parte de culpa la tiene el Dinamo de Kiev, con un 3-0 en Ucrania y un 0-4 en el Camp Nou.
- El 11 de marzo el equipo gana la Supercopa de Europa al empatar a uno frente al Borussia Dortmund, gracias a la victoria por 2-0 en el partido de ida jugado en el Camp Nou.

- Otros:

- El Barcelona es distinguido como mejor equipo del mundo del año 1997, según la clasificación elaborada por la Federación Internacional de Historia y Estadística de Fútbol.

### Secciones
- El equipo de baloncesto no gana ningún título.
- El equipo de balonmano gana la cuarta Copa de Europa de Balonmano, tercera consecutiva. También gana la Supercopa de Europa de Balonmano, la Liga ASOBAL, la Copa del Rey de Balonmano, la Liga de los Pirineos y la Supercopa de España de Balonmano.

## Temporada 1998-1999

### El club
- Presidente: José Luis Núñez, vigesimoprimera temporada.
- Número de socios a finales de 1998: 106.450.
- Presupuesto de la temporada: 14.921 millones de pesetas.
- Culmina en verano de 1998 la segunda remodelación del estadio del Camp Nou, para adecuarlo a las normativas de la UEFA, que obliga a que todas las localidades sean de asiento. Eso obligó a rebajar el nivel del césped para que, con la desaparición de la zonas de a pie, el estadio perdiese el menor número de localidades posible. Aun así, el aforo se situó en 98.600 localidades, todas de asiento, hecho que impidió a muchos socios tener asiento en el estadio, y a detener la admisión de altas de nuevos socios.
- El mes de noviembre de 1998 empiezan los actos de celebración del Centenario del Club. Entre los muchos actos celebrados, cabe destacar el partido del Centenario (abril de 1999) que enfrenta al Barcelona contra la selección del Brasil. El partido acaba con empate a 2 goles. El mes anterior se había celebrado un emotivo partido-homenaje a Johan Cruyff en el Camp Nou. La ocasión sirve para homenajear al "Dream Team" de principio de los noventa.
- El Camp Nou acoge la final de la Liga de Campeones en el mes de mayo.

### Fútbol
- Plantilla:

- Entrenador: Louis van Gaal, por segunda temporada consecutiva.
- Bajas: Abandonan el club 10 jugadores: Stoichkov, Vítor Baía, Ferrer, Amor, Busquets, Iván De la Peña, Pizzi, Dugarry, Fernando Couto y Mario.
- Altas: se invierten 3.161 millones de pesetas en 7 nuevos jugadores. A principios de temporada se incorporan Patrick Kluivert (2100 millones), Zenden (668), Pellegrino (343) y Cocu (llega libre). A principios del año 1999 se incorporan al equipo los hermanos Frank de Boer y Ronald de Boer, por 1600 millones cada uno.
- Se incorporan, procedentes del Barcelona B: Xavi y Okunowo.

- Títulos: 1 Liga
- Competiciones nacionales:

- La temporada empieza con la pérdida de la Supercopa de España frente al Real Mallorca.
- Liga: el equipo logra el título a tres jornadas del final, en ganar en el Campo del Alavés por 1-4.
- Copa del Rey: es eliminado por el Valencia CF en los cuartos de final.

- Competiciones internacionales:

- Liga de Campeones: el equipo es eliminado en la Liguilla de octavos, dominada por el Bayern de Múnich y el Manchester United, que curiosamente disputarían la final de la competición meses más tarde en el Camp Nou, con victoria sorprendente en los últimos minutos del equipo inglés.

### Secciones
- El equipo de baloncesto gana la Liga ACB y su segunda Copa Korac.
- El equipo de balonmano gana la quinta Copa de Europa de Balonmano, cuarta consecutiva. También gana la Supercopa de Europa de Balonmano, la Liga ASOBAL y la Liga de los Pirineos.

## Temporada 1999-2000

### El club
- Presidente: José Luis Núñez, vigesimosegunda temporada.
- Número de socios a finales de 1999: 108.055
- Presupuesto de la temporada: --- millones de pesetas.
- El fracaso de la temporada 1999-2000 genera una gran crispación entre la afición y en los medios de comunicación que desemboca en la dimisión de José Luis Núñez, que pone fin a sus 22 años de presidencia y convoca elecciones para el 27 de julio de 2000. En solidaridad con José Luis Núñez dimite el entrenador neerlandés Louis van Gaal.
- Acabada la temporada, el club se ve inmerso en los meses de junio y julio en el histórico proceso electoral del que saldrá el sucesor de Núñez. Se presentan como candidatos a las elecciones el hasta entonces vicepresidente del club Joan Gaspart, que presenta una candidatura continuista, y el publicista Lluís Bassat, que aglutina a todos los sectores críticos con el modelo "nuñista" y propone una profunda renovación en el club.
- El proceso electoral se ve marcado por las renovaciones a las dos figuras del equipo: Rivaldo y Luís Figo. Mientras Rivaldo acepta esperar a que concluyan las elecciones y negociar su renovación con el presidente que salga elegido, Figo acepta una propuesta de Florentino Pérez, candidato a las elecciones del Real Madrid, que tienen lugar una semana antes que las del FC Barcelona. Pérez gana las elecciones madridistas contra todo pronóstico y, cinco días antes de las elecciones del FC Barcelona, paga al FC Barcelona los 11.500 millones de pesetas de la cláusula de rescisión de Figo y presenta al portugués como nuevo jugador del Real Madrid. El candidato Joan Gaspart promete devolverle la mala jugada a Florentino Pérez si es elegido presidente.
- El 27 de julio de 2000 Joan Gaspart es elegido nuevo presidente del FC Barcelona.

### Fútbol
- Plantilla:

- Entrenador: Louis van Gaal, por tercera temporada consecutiva.
- Bajas: Sonny Anderson, Celades, Ciric, Giovanni, Nadal, Okunowo, Óscar, Pellegrino, y Roger.
- Altas: se invierte 4.800 millones de pesetas en cuatro fichajes: Dani (2500 millones), Simão (2.300), Litmanen (llega libre), Dehu (libre).
- Se incorporan al primer equipo, procedentes del Barcelona B: Gabri, Nano, Puyol, Santamaría.

- Títulos: 1 (Copa Cataluña).
- Competiciones nacionales:

- El equipo, entrenado por Louis van Gaal, acaba la Liga en segunda posición con 64 puntos, cinco menos que el Deportivo de La Coruña que se proclama campeón.
- Copa del Rey: Eliminado en semifinales por no presentarse al partido de vuelta en el Camp Nou frente al Atlético de Madrid.
- Copa Cataluña: campeones al derrotar al Mataró por 3-0 en la final disputada en Tarrasa el 16 de mayo de 2000.

- Competiciones internacionales:

- En la Liga de Campeones, el FC Barcelona es eliminado, en semifinales, por el Valencia CF que, posteriormente quedaría subcampeón al perder con el Real Madrid en la final de París.

### Secciones
- El equipo de baloncesto no gana ningún título.
- El equipo de balonmano gana la sexta Copa de Europa de Balonmano, quinta consecutiva. También gana la Liga ASOBAL, la Copa del Rey de Balonmano, la Liga de los Pirineos, la Copa ASOBAL y la Supercopa de España de Balonmano.

## Enlaces relacionados
- Fútbol Club Barcelona